# حيدر الغدير
حيدر الغديِّر (1359- 1445 هـ / 1939- 2024 م) أديب سعودي، وباحث ناقد، وكاتب شاعر. من أعضاء رابطة الأدب الإسلامي العالمية المؤسسين.

## ولادته ونسبه
ولد أبو معاذ، حيدر بن عبد الكريم بن حمادي الغُدَيِّر في مِنطقة الفُرات عام 1359هـ/ 1939م، لأسرة عربية من قبيلة شَمَّر، يرجع جدُّهم الأعلى إلى مدينة حائل في الجزيرة العربية، وقد وُلد جدُّه الثالث على غَدِير ماء في البادية فسمِّيَ بالغُدَيِّر أو الغَدِير، وصار لقبًا لأسرته وذرِّيته.
وعمود نسبه هو: حيدر بن عبد الكريم (الملقَّب دباش)، بن حمادي، بن حسن، بن الغديِّر، بن عبد الله، بن محمد، بن عبيد، بن الغانم (فخذ آل الغدير)، بن علي، بن خميس، بن ربيع، بن علي، بن هلال، بن محمد، بن البشر، بن العلي.
وجدُّهم الأعلى (العلي) يرجع إلى عشيرة (الجعفر) إحدى بطون (عبدة) وهي من بطون قبيلة (شَمَّر). والعلي هم من أمراء حائل ومنهم آل الرشيد هناك. وترجع شَمَّر إلى قبيلة طَيْء التي هي من قبيلة كَهْلان، وكَهلان هو شقيق حِمْيَر الذي اشتهرت به مملكة حِميَر، وهما ابنا سبأ (اسمه عبد شمس)، بن يَشْجُب، بن يَعرُب، بن قحطان (جد العرب القحطانية).

## دراسته وتحصيله
حصل على الشهادة الابتدائية عام 1952م، وعلى الشهادة المتوسطة (الإعدادية) عام 1956م، وعلى الشهادة الثانوية عام 1379هـ/ 1959م. ثم تابع دراسته في مصر فرحل إليها لطلب العلم وانتسب إلى كلية الآداب بجامعة القاهرة عام 1959م، وحصل منها على الإجازة (بكالوريوس) في اللغة العربية عام 1383هـ/ 1963م. ومن زملائه فيها الأستاذ عبد العزيز السالم الذي توثقت صلته به في الجامعة وفي مجلس العلامة محمود محمد شاكر، ثم بعد سنوات في الرياض. ثم انتقل الغدير إلى دمشق فحصل فيها على شهادة الدبلوم العامَّة في التربية من كلية التربية بجامعة دمشق عام 1384هـ/ 1964م.
ثم آثر إكمال دراسته، فعاد إلى مصر وحصل على شهادة العالِمية (الماجستير) في اللغة العربية وآدابها، من قسم اللغة العربية في كلية الآداب بجامعة القاهرة، عام 1410هـ/ 1990م، بتقدير امتياز، وموضوع رسالته "الرثاء في شِعر البارودي وحافظ وشوقي"، بإشراف الدكتور طه وادي، ومناقشة الدكتور شوقي ضيف، والدكتور أحمد هيكل. وحصل على العالِمية العالية (الدكتوراه) في اللغة العربية وآدابها من قسم اللغة العربية في كلية الآداب بجامعة عين شمس عام 1414هـ/ 1994م، بمرتبة الشرف الثانية، عن أطروحته "شعر عمر أبو ريشة: دراسة فنية"، بإشراف الدكتور يحيى عبد الدايم، ومناقشة الدكتور إبراهيم عبد الرحمن، وأحمد مرسي.

## أساتذته
- شوقي ضيف
- يوسف خليف
- طه وادي
- عبد العزيز الأهواني
- زكي نجيب محمود
- عبد الحليم النجار
- حسين نصار
- سهير القلماوي
- عبد الحميد يونس
- شكري عيَّاد
- محمد رشاد سالم
- أحمد هيكل
- يحيى عبد الدايم
- محمود محمد شاكر
- علي الطنطاوي

## عمله ووظائفه
بدأ عمله في ميدان التعليم لطلاب المرحلتين المتوسطة والثانوية من 1384- 1387هـ/ 1964- 1967م. وكان له أثرٌ كبير في التعليم والتوجيه والتربية. ثم عمل عام 1387هـ/ 1967م في المدينة المنوَّرة مدرِّسًا للغة العربية في المعهد العلمي عامين. ثم انتقل إلى مدينة الرياض عام 1389هـ/ 1969م للعمل في شُعبة المناهج في وِزارة المعارف السعودية (وزارة التعليم حاليًّا). ودرَّس اللغة العربية في أحد معاهد الأمن العام في الرياض.
ثم ترك التعليم ليعمل في الندوة العالمية للشباب الإسلامي في الرياض، نحو عام 1401هـ/ 1981م، واستمرَّ عمله فيها أكثر من عشر سنوات، باحثًا متفرِّغًا، ومديرًا للبحوث. وانضمَّ إلى المعهد العالي للفكر الإسلامي باحثًا غير متفرِّغ. ثم عمل مستشارًا في المجلس الأعلى للإعلام في الرياض، بإدارة أمينه العام الأستاذ عبد الرحمن العبدان، ومن زملائه فيه الأستاذ عبد الرحمن الأنصاري. وكان المجلس ينتقل إلى جُدَّة في أشهر الصيف. وبقي في عمله هذا حتى أحيل على التقاعد عام 1424هـ/ 2003م، وبعد التقاعد تفرَّغ للقراءة والكتابة والنشر.

## نشاطاته
اهتم بالتردُّد إلى المجالس الأدبية والثقافية لبعض كبار أعلام العصر، من أبرزها: مجلس الأستاذ عباس محمود العقاد، ومجلس شيخ العربية الأستاذ محمود محمد شاكر، ومجلس محمد يوسف موسى في القاهرة. ومجلس عبد العزيز الربيع في المدينة المنوَّرة. ومجلس عبد العزيز الرفاعي، ومجلس عثمان الصالح، ومجلس راشد المبارك، ومجلس أنور عشقي، ومجلس أحمد باجُنَيد، ومجالس رابطة الأدب الإسلامي في الرياض. وكان غالبًا ما يشارك في هذه المجالس والمنتديات الثقافية بالمداخلة أو بإلقاء الشعر عقب اللقاء.
تعلَّق بالشعر منذ صِباه، قراءة وتأمُّلًا وتذوُّقًا وحفظًا، ولا سيَّما شعر المتنبي وشوقي وبدوي الجبل وغيرهم من قُدامى ومعاصرين، ولم يبدأ في نظم الشعر حتى بلغ الخمسين، وكان يلقي قصائده في المحافل الثقافية والمناسبات الاجتماعية، وينشرها في الصحف والمجلات، قبل أن يجمعها في عدد من الدواوين.
وقدَّم في إذاعة الرياض برنامجًا أدبيًّا ثقافيًّا من إعداده بعنوان "أفراح الروح" استمرَّ سنوات طويلة. وحُبِّبت إليه الأسفار فزار عددًا من البلدان، وأعانه على ذلك عمله في الندوة العالمية للشباب الإسلامي، ومن طبيعة أعمالها إقامة المخيَّمات والمؤتمرات في بلدان العالم المختلفة. وهام بالأندلس وتاريخها وحضارتها فزار إسبانيا مرَّات وطاف في أرجاء مدنها وقراها، وجال في مساجدها وقصورها الإسلامية وآثارها العربية، وكتب عنها الكثير من المقالات والخواطر والأشعار.

## كتبه وآثاره

### مؤلفاته الأدبية والنقدية
1. المسلمون والبديل الحضاري، صدر عن الدار العالمية للكتاب الإسلامي والمعهد العالمي للفكر الإسلامي، في الولايات المتحدة الأمريكية، الطبعة الثالثة، 1413هـ/ 1992م.[8]
2. الرثاء في شِعر البارودي وحافظ وشوقي، وهو رسالته للماجستير، هيَّأه للنشر في مكتبة التوبة في الرياض ولم يُطبع، (نُشر إلكترونيًّا في مدوَّنته) في 26 سبتمبر 2021م.[8]
3. عاشِق المجد عمر أبو ريشة شاعرًا وإنسانًا، وهو في أصله رسالته للدكتوراه، صدر عن دار المؤيَّد بالرياض، الطبعة الثانية، 1428هـ/ 2007م.
4. صلاة في الحمراء، مجموعة مقالات، صدر عن مكتبة التوبة في الرياض، 1432هـ/ 2011م.
5. بقايا ذاكرة، وهو مذكراته وذكرياته،[11] صدر عن مكتبة التوبة في الرياض، 1439هـ/ 2018م.[2]
6. رجال ومواقف، مجموعة مقالات، صدر عن مكتبة التوبة في الرياض، 1443هـ/ 2021م.
7. مواقف ومرافئ من الماضي والحاضر، مجموعة مقالات، (نُشر إلكترونيًّا في مدوَّنته) في 7 يوليو 2022م.
8. أفراح الرُّوح في ظلال الدَّوح، مجموعة مقالات، (نُشر إلكترونيًّا في مدوَّنته) في 13 يوليو 2022م.
9. نظرات أدبية ونقدية، وهو في أصله حلَقات إذاعية أعدَّها وقدَّمها في برنامجه "أفراح الروح" بإذاعة الرياض، (نُشر إلكترونيًّا في مدوَّنته) في 8 أغسطس 2022م.
10. سبيل النور، مجموعة مقالات، (نُشر إلكترونيًّا في مدوَّنته) في 27 أغسطس 2023م.
11. فلسطين والقدس والأقصى، مجموعة مقالات، (نُشر إلكترونيًّا في مدوَّنته) في 8 سبتمبر 2023م.
12. نفحات ومشاعر من المناسك والمشاعر، مجموعة مقالات، (نُشر إلكترونيًّا في مدوَّنته) في 9 سبتمبر 2023م.[1]

### دواوينه الشعرية
1. مَن يُطفئ الشمس، صدر عن دار المؤيَّد في الرياض، 1427هـ/ 2006م.
2. غدًا نأتيك يا أقصى، صدر عن مكتبة البستان في عمَّان، 1427هـ/ 2006م.
3. عادت لنا الخنساء، صدر عن دار المؤيَّد في الرياض، 1430هـ/ 2009م.[7]
4. قسمًا لن أحيد، صدر عن مكتبة التوبة في الرياض، 1434هـ/ 2013م.
5. ديوان حيدر الغدير (الأعمال الكاملة)، الجزء الأول،[12] صدر عن مكتبة التوبة في الرياض، 1436هـ/ 2015م.[1]
6. ديوان حيدر الغدير (الأعمال الكاملة)، الجزء الثاني (مهيَّأ للنشر).
7. ديوان حيدر الغدير (الأعمال الكاملة)، الجزء الثالث (مهيَّأ للنشر).

### مقالاته وقصائده
نشر عشرات المقالات والقصائد في الصحف والدوريات العربية، ومنها مجلة الأدب الإسلامي، التي استمرَّ ينشر فيها على مدار السنين، من العدد 16 إلى العدد 120، ومما نشره فيها قصائدُ كثيرة في رثاء كبار أعلام الأدباء، منها قصائده: الصقر، في رثاء محمود محمد شاكر، والستار، في رثاء الشاعر نزار قباني، ولوَّحت للناس، في رثاء أبي الحسن النَّدْوي، وشاهد القرن، في رثاء علي الطنطاوي، ولأنك آليت، في رثاء مصطفى صادق الرافعي، ورحيل، في رثاء عبد العزيز الرفاعي، وكفاية، في رثاء الشاعر عمر بهاء الدين الأميري، وراشد، في رثاء الشاعر راشد المبارك، وودَّعتَ دنياك، في رثاء أحمد محمد باجُنَيد، وستبقى في فؤادي، في رثاء عبد الباسط بدر.

### كتب ومقالات عنه
1. شعر حيدر الغدير: دراسة أسلوبية، للباحث محمد بن فيصل الودعاني، رسالة ماجستير، نوقشت في كلية اللغة العربية بجامعة الإمام محمد بن سعود الإسلامية بالرياض، بتاريخ 14 رجب 1437هـ، وتألفت لجنة المناقشة من الأساتذة: د. محمود إسماعيل عمَّار مقرِّرًا، ود. حسين النعمي عضوًا، ود. عبد الكريم العبد الكريم عضوًا، وقد مُنح الطالب الماجستير بدرجة ممتاز مع مرتبة الشرف الثانية.[13]
2. الحجاج في شعر حيدر الغدير، للباحثة أسماء سعود السياري، رسالة ماجستير، قُدِّمت في جامعة الإمام محمد بن سعود الإسلامية بالرياض.[14]
3. ونُشر عنه وعن تراثه الأدبي عدد كبير من المقالات والدراسات النقدية، منها: أخي حيدر الشاعر للدكتور أحمد البراء الأميري، وأخي حيدر الإنسان، وحيدر الغدير وكتابه الأدبي "صلاة في الحمراء" للأستاذ عبد الرزاق ديار بكرلي،[15] وأربع ظواهر لافتة في شعر حيدر الغدير لعبد الباسط بدر، والشاعر وما شعر للأستاذ عبد الله الطنطاوي، والنبل الآسر للأستاذ عبد الله عيسى السلامة، وأمَّة الإسلام لا تنطفئ شمسها للدكتور محمد علي الهاشمي، وجولة في ديوان "من يطفئ الشمس"، والقدس في شعر حيدر الغدير للأستاذ صدقي البيك،[16] وقراءة في ديوان "من يطفئ الشمس" للأستاذ محمد صالح الشمَّري، و"من يطفئ الشمس" للشاعر حيدر الغدير للأستاذ يحيى بشير حاج يحيى، وفيض الضمير في "من يطفئ الشمس" للدكتور محمد أبو بكر حميد، والحكمة الشعرية في ديوان "من يطفئ الشمس" للأستاذ شمس الدين درمش، وقراءة في ديوان "غدًا نأتيك يا أقصى" للدكتور أمين الستيتي، والشاعر الدكتور حيدر الغدير ومجموعة "عادت لنا الخنساء" للدكتور أحمد الخراط، والشاعر حيدر غدير وقصيدته: نحن لا نفنى للأستاذ محمد علي شاهين، وعاشق المجد للدكتور عبد العزيز بن عبد الله السالم (6 حلَقات)، وحيدر الغديِّر صورة كلية للأستاذ عبد الله زنجير، وعبقرية المكان والإنسان للأستاذ جعفر عباس.[17]

### مقدماته
قدَّم حيدر الغدير لعدد من الكتب منها: موسوعة القصص التربوي، إعداد يحيى الحاج يحيى، الصادرة عن الدار العالمية للنشر والتوزيع بالقاهرة والمعهد العالمي للفكر الإسلامي، عام 2009م، في 3 مجلدات.

## من شعره
كان حيدر الغدير مُغرمًا ببني أميَّة، ويرى الدولةَ الأموية أعظمَ دولة في التاريخ الإسلامي بعد الدولة الراشدية، فأكثرَ من الثناء عليها والتغنِّي بأمجادها في شعره، ولا سيَّما أشعاره عن الشام. ومن ذلك قوله:
وحين بلغ الستين من عمره، وقف مع نفسه وَقفة محاسبة في قصيدة بعنوان "ستون" قال فيها:
وأظهر في شعره تصالحَه مع الموت لمَّا وقف على حقيقته، وأنه معبَر إلى الخلود في دار الكِفاء والجزاء، فختَم قصيدته "وأسلمت للرحمن" بقوله:
ولمَ الخوف من الموت، وهو الذي ما طَفِقَ يُحاسب نفسه ويستعدُّ للقاء ربِّه، طالبًا منه العونَ سبحانه؟ يقول في قصيدته "عَون":

## من أقواله
- أحبُّ اللغة العربية حبًّا جمًّا؛ لأنها لغة القرآن الكريم، والسنَّة النبوية المطهَّرة، ومعظم التراث الإسلامي، فضلًا عمَّا فيها من دقة وجمال وغنًى وقدرة على الأداء والاستيعاب. وعندي أن هذا بعضُ ما يمكن أن نستخلصَه من حكمة الله عز وجل البالغة، في اختياره للعرب مكانًا وزمانًا، وإنسانًا ولسانًا، لأعظم مهمَّة في الدنيا، وهي حملُ رسالة الإسلام، وإبلاغها للناس، قال الله تعالى: {الله أعلمُ حيثُ يجعَلُ رسالتَه}.
- أولعتُ بالقراءة إلى درجة الإدمان، وكنت أقرأ في مجالات متنوِّعة لكني في السنوات الأخيرة ركزت على الشعر وهموم الأمَّة. إني أعُدُّ القراءة كالرياضة يحتاج إليهما الجميعُ، وحاجة الكبار إليهما أكبر؛ فالقراءة تؤخِّر الشيخوخة العقلية، والرياضة تؤخِّر الشيخوخة البدنية.
- حين يقع لي نصٌّ شعري يعجبني في جريدة أو كتاب أو مجلة، أصوِّره، ثم أضعه مع أمثاله في مِلف خاص، وأقرؤه مرَّة بعد مرَّة، ثم أتركه، ثم أعود إليه بعد زمن يطول أو يقصر، فأعكف عليه من جديد، وهكذا، حتى أشعرَ أني تشرَّبته تمامًا، وربما قرأت بعض هذه النصوص أكثر من عشرين مرَّة، وهو أمرٌ فعلته مع "القوس العذراء" لشيخ العربية الكبير محمود محمد شاكر، أمَّا قصيدة "أسعف فمي" للشاعر الكبير محمد مهدي الجواهري، فقد أُعجبت بها جدًّا، ولعلِّي قرأتها مئة مرَّة أو أكثر، ولا أزال مَشوقًا إليها. وكان لهذه الطريقة في اختيار النصوص الممتازة، وإدمان النظر فيها، وتشرُّب معانيها وأساليبها وموسيقاها وصورها أثرٌ كبير فيَّ.[10]
- كنت أحرِصُ في أسفاري على التجوال والتعرُّف إلى الطباع والعادات والثقافات، والأحوال السياسية والاقتصادية والاجتماعية، وفي هذا النوع من التجوال متعٌ وفوائدُ ومعلومات لا يجدها الإنسان في الكتب.
- من أهمِّ أفضال الندوة العالمية للشباب الإسلامي عليَّ أنها جعلتني أعرفُ الإمكانات الهائلة التي تملكها الأمَّة، وعرفت أيضًا كثيرًا من أخطاء العمل الدعوي، وهو ما جعلني أرى أن التقويم والمراجعة والاعتراف بخطأ هذه الجماعة الدعوية أو تلك واجبٌ شرعي، وضرورة عقلية، ومصلحة وطنية. بل إني أرى أن عملية تقويم العمل الإسلامي ينبغي أن تتقدَّم على سواها، ولي سند قوي جدًّا أعتمد عليه في هذه الرؤية، هو القاعدةُ الأصولية التي تقول: دَرءُ المفاسد مقدَّم على جلب المصالح.
- إنني مولع جدًّا بالتاريخ الإسلامي، أدمنت النظر فيه، وتشرَّبته روحي وعقلي، وجَناني وبياني، فلا غرابةَ أن يظلَّ في شعري، وأنا بذلك سعيد. وأنا كنت ولا أزال أقول: إن تاريخنا لا يخلو من أخطائنا، المسلمون بشر يخطئون ويصيبون، ولكنَّه في مجمله أشرف تاريخ في الدنيا على الإطلاق، ولا فخر![10]

## وفاته

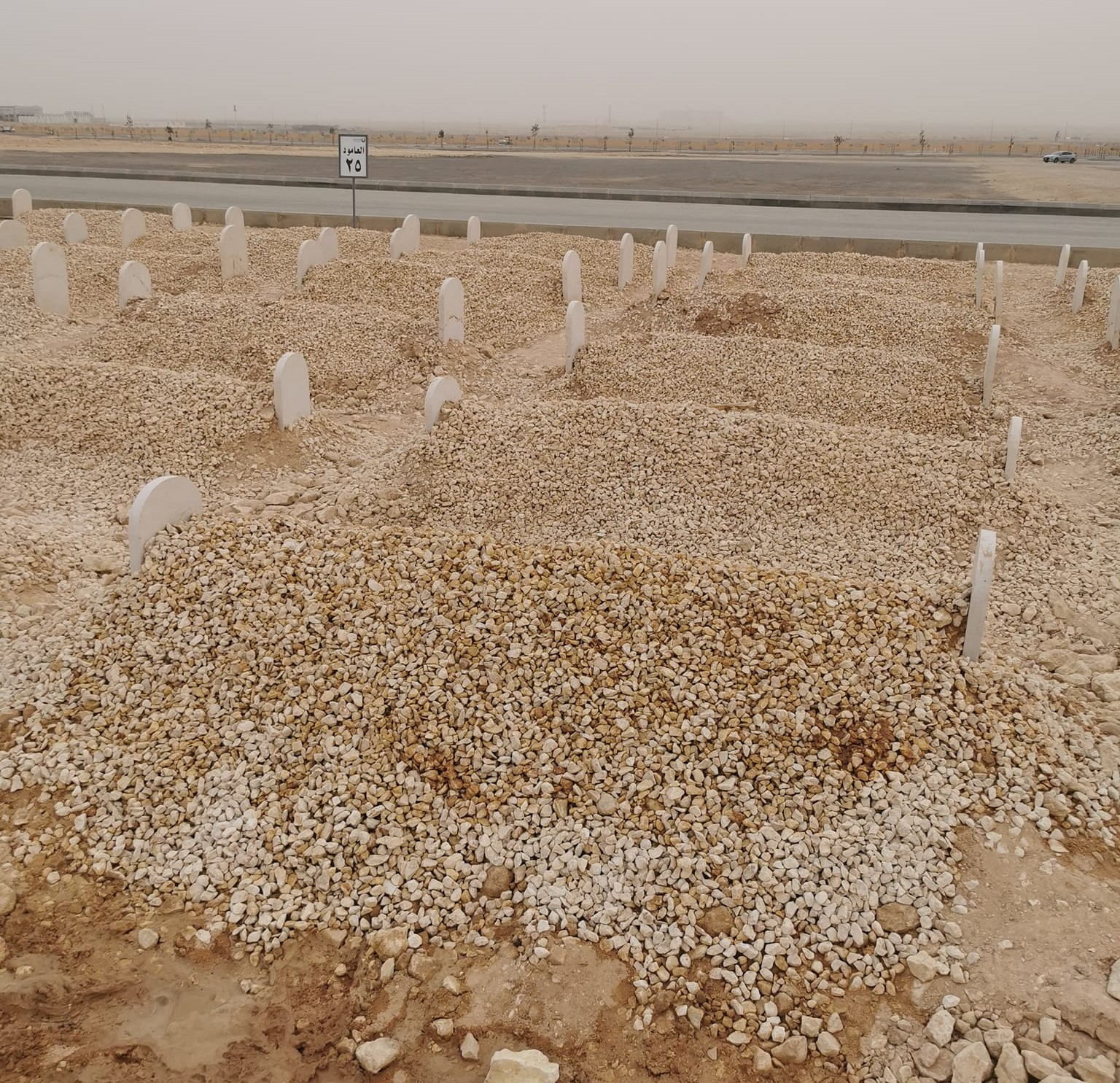
قبر حيدر الغدير (القبر الأول من الأمام)

توفي في الرياض مع صلاة عشاء يوم السبت 27 من رمضان 1445هـ الموافق 6 أبريل (نَيْسان) 2024م، وصُلي عليه في اليوم التالي بعد صلاة العصر في جامع الجوهرة البابطين، ودُفن في مقبرة الشَّمال.

## الملاحظات
1. ↑  سُئل الدكتور حيدر الغدير عن ضبط لقبه فأجاب: لو قلتَ الغَدِير (بالتكبير) لأصبت، ولو قلتَ الغُدَيِّر (بالتصغير) لما أخطأت.
2. ↑  "الأشَجُّ" لقب الخليفة الأموي عمر بن عبد العزيز؛ المجدِّد الأوَّل للإسلام، فقد سقط عن فرسه ذات مرَّة فأُصيب بشَجَّة في رأسه.

## وصلات خارجية
- كلمة د. حيدر الغدير في حفل تكريم شاعر العرب محمد نجيب المراد